# Organização para a Reconstrução do Partido Comunista (marxista-leninista)
A Organização para a Reconstrução do Partido Comunista (marxista-leninista) [ORPC(ML)] foi fundada em 1974 já durante do PREC, resultado da unificação do Comité de Apoio à Reconstrução do Partido (marxista-leninista) [CARP (m-l)], da Unidade Revolucionária Marxista-Leninista (URML) e dos Comités Comunistas Revolucionários (Marxistas-Leninistas) [CCR (m-l)].